# マディ・ウォーター・ブルーズ
『マディ・ウォーター・ブルーズ』（原題：Muddy Water Blues: A Tribute to Muddy Waters）は、ポール・ロジャースが1993年に発表したアルバム。ソロ名義のアルバムとしては10年ぶり、2作目となる。タイトル通り、マディ・ウォーターズに捧げられたアルバムで、CDのブックレットには、ポールがマディに捧げたコメントが掲載されている。

## 解説
ポールが書き下ろした楽曲「マディ・ウォーター・ブルーズ」の2種類のヴァージョンをアルバムの最初と最後に配して、あとはブルースの楽曲のカヴァーという構成となっている。収録曲の大半は、マディ・ウォーターズの歌唱で広く知られる楽曲だが、サニー・ボーイ・ウィリアムソンIの代表曲「グッド・モーニング・リトル・スクール・ガール」、アルバート・キングで知られる「ザ・ハンター」や「ボーン・アンダー・ア・バッド・サイン」も取り上げた。曲ごとにロックやブルースのスター・プレイヤー達がリードギターを担当している。
本国イギリスでは、アルバムは全英9位に達し、シングル「マディ・ウォーター・ブルーズ」もチャート・インを果たして全英45位に達した。アメリカではアルバムがBillboard 200で91位に達し、「ザ・ハンター」は『ビルボード』誌のメインストリーム・ロック・チャートで6位に達した。また、本作はグラミー賞最優秀コンテンポラリー・ブルース・アルバム賞にノミネートされた。

## 収録曲
特記なき楽曲はマディ・ウォーターズ作詞・作曲。
1. マディ・ウォーター・ブルーズ（アコースティック・ヴァージョン） - "Muddy Water Blues (Acoustic Version)" (Paul Rodgers) - 4:50
  - リードギター：バディ・ガイ
2. ルイジアナ・ブルーズ - "Louisiana Blues" - 4:02
  - リードギター：トレヴァー・ラビン
3. キャント・ビー・サティスファイド - "Can't Be Satisfied" - 4:12
  - リードギター：ブライアン・セッツァー
4. ローリン・ストーン - "Rollin' Stone" - 5:28
  - リードギター：ジェフ・ベック
5. グッド・モーニング・リトル・スクール・ガール（パート1） - "Good Morning Little School Girl (Part 1)" (Sonny Boy Williamson) - 4:03
  - リードギター：ジェフ・ベック
6. フーチー・クーチー・マン - "Hoochie Coochie Man" (Willie Dixon) - 5:07
  - リードギター：スティーヴ・ミラー
7. シーズ・オーライト - "She's Alright" - 3:45
  - リードギター：トレヴァー・ラビン
8. スタンディング・アラウンド・クライング - "Standing Around Crying" - 6:24
  - リードギター：デヴィッド・ギルモア
9. ザ・ハンター - "The Hunter" (Booker T. Jones, Junior Wells, Al Jackson, Donald "Duck" Dunn, Steve Cropper) - 3:39
  - リードギター：スラッシュ
10. シー・ムーヴズ・ミー - "She Moves Me" - 4:49
  - リードギター：ゲイリー・ムーア
11. アイム・レディ - "I'm Ready" (W. Dixon) - 2:59
  - リードギター：ブライアン・メイ
12. アイ・ジャスト・ウォント・トゥ・メイク・ラヴ・トゥ・ユー - "I Just Want to Make Love to You" (W. Dixon) - 4:01
  - リードギター：ジェフ・ベック
13. ボーン・アンダー・ア・バッド・サイン - "Born Under a Bad Sign" (William Bell, B. T. Jones) - 4:45
  - リードギター：ニール・ショーン
14. グッド・モーニング・リトル・スクール・ガール（パート2） - "Good Morning Little School Girl (Part 2)" (S. B. Williamson) - 3:03
  - リードギター：リッチー・サンボラ
15. マディ・ウォーター・ブルーズ（エレクトリック・ヴァージョン） - "Muddy Water Blues (Electric Version)" (P. Rodgers) - 4:47
  - リードギター：ニール・ショーン

## 参加ミュージシャン
各曲のリードギタリストは「収録曲」参照。
- ポール・ロジャース - ボーカル、リズムギター、ナイロン・ギター、エレクトリックピアノ
- イアン・ハットン - リズムギター
- ピノ・パラディーノ - ベース
- ジェイソン・ボーナム - ドラムス
- ビリー・シャーウッド - パーカッション
- マーク・T・ウィリアムズ - バスドラム
- ジミー・ウッド - ハーモニカ
- ロニー・フォスター - ハモンドオルガン
- ポール・シャファー - ハモンドオルガン
- ジミ・ハウン - リズムギター
- デヴィッド・ペイチ - ピアノ、ハモンドオルガン
- アレクサンドラ・ブラウン - バッキング・ボーカル
- カーメン・カーター - バッキング・ボーカル
- ジーン・マクレイン - バッキング・ボーカル